# 楚格沃特 (怀俄明州)
楚格沃特（英語：Chugwater）是美国怀俄明州普拉特县下属的一座城鎮。该鎮的人口在2000年为244人，2010年有212，2011年则估计有216人。